# Eyal Golan
Eyal Golan (hebreo: אייל גולן; nacido como Eyal Biton, Rejovot, 12 de abril de 1971) es un cantante israelí, hijo de inmigrantes judíos provenientes de Yemen y Marruecos, quien canta en el estilo de música mizrají. Es considerado uno de los cantantes más exitosos del género mizrají en Israel.

## Biografía
A los 18 años, capturó los oídos del creador Sión Sharabi. Golán se presentó en un evento familiar y un conocido mutuo le presentó a Sharabi. Golan grabó el single "Dona - Angel Face", más conocido en la interpretación de la cantante Nati Levi, quien lo grabó casi simultáneamente.
En 1995 lanzó su primer álbum, "Susurro en la noche". Casi todo el álbume fue autofinanciado, ya que sólo con la dirección del equipo de fútbol donde jugaba, el "Hapoel Marmorek", lo apoyó financieramente. En el mismo año se firmó un contrato de promotor con Yishai Ben Tzur.
En 1996 su empresario Yishai Ben Zur produjo el álbum "Eyal Golan Live Show", supuestamente una grabación de una actuación en vivo, pero que en realidad era un álbum grabado en estudio. El álbum incluía partes de poemas de Zohar Argov y Boaz Sharabi.
En 1996, los miembros de la banda Ethnix Ze'ev Nehama y Tamir Kaliski, buscaban un cantante mizrahi, tratando de producir un álbum para él. Ambos vieron la primera aparición de Golán en el programa de televisión "Esplendor en la hierba" y decidieron que era adecuado para la banda.
El tercer álbum de estudio y el Golán final, que colaboró con la banda, "Look At Me" fue lanzado en 1999. Golán ganó su tercer título consecutivo "Cantante del Año", el informe anual del American Jewish Bandstand red C.
El primer álbum del Golán después de la suspensión de la cooperación con Ethnix fue "Sonido de Cuerdas", estrenada en 2001. No fue un éxito, con ventas de más de 120.000 copias en un corto período de tiempo.
En 2002 publicó el álbum Golán "Estoy Calling You", que ha colaborado con autores afiliados a la música pop y rock, Arkadi Duchin, Shlomo Artzi, y Micha Shitrit. Duchin escribió el tema musical del álbum, que fue el más exitoso.
En 2008 álbum Golán "Alucinante You." El álbum incluyó dos canciones traducidas del griego, "Alucinante You", originalmente incluido en el álbum "Two Sugar 4" y el dúo "Fitzirika" y otras canciones como "Lo siento" y "te huzh Molly.
Golán en 2009 publicó el álbum "Soy yo". Del álbum salieron los sencillos "I", "acerca de la belleza", "Forever My Sons", "mueren de envidia" y de nueces ". El álbum vendió más de 150.000 copias, y este año fue elegido para cantar Eyal años.
El 3 de marzo de 2010, el Golán decimocuarto álbum, "forma de vida", que fue comercializado inicialmente a través de los medios digitales. El álbum contiene entre otros los singles "cuerda floja", "selva", "Un beso tuyo", "aquel que cree", El álbum vendió más de 40 000 copias.
El 12 de abril de 2011 Publicado el álbum del Golán "parte de mi vida." El álbum contiene 17 canciones, incluyendo los éxitos "Tú naciste para mí", "parte de mi vida", "Cuando otra persona", "para ir o quedarse", "Vamos a huir", "yo quería decirte", y "mzmor Gilad".
El 25 de marzo de 2012, el álbum, "Tocaste mi corazón." ¿Qué distingue a "melodía", "tocado mi corazón", "solo" y cuando estás con él. "¿Fue un éxito en muy poco tiempo. Después de años el álbum alcanzó el disco de platino triple para las ventas De los más de 150 000 copias.
El 18 de marzo de 2013, el álbum de estudio "El corazón sobre la mesa." Número-15 Antes de él sólo dos singles "Usted" y "sttos amor." Álbum es un gran éxito y dentro de dos semanas, el álbum ha vendido más de 60 000 ejemplares que alcanzaron el disco de platino. 
El 8 de abril de 2014 lanzó el álbum Time 16a dirá
Eyal Golan se casó Ilana Levy en 2002, cuenta con dos LEDs, en 2008 se divorciaron.